# Monumento à Constituição de 1978 de Madri
O Monumento à Constituição de 1978 de Madri é uma obra de escultura erguida em homenagem à Constituição Espanhola de 1978, que se situa nos jardins do Museu de Ciências Naturais, próximo à Praça de San Juan de la Cruz, na confluência da Rua Vitruvio e do Passeio da Castellana.
Foi inaugurado em 1979. Seu autor foi o arquiteto Miguel Ángel Ruiz-Larrea. Trata-se de um cubo de mármore de Macael (Almeria).